# Monacos Grand Prix 1998
Monacos Grand Prix 1998 var det sjätte av 16 lopp ingående i formel 1-VM 1998.

## Rapport
Precis som vanligt blev det få omkörningar i Monaco men loppet 1998 var ändå väldigt spännande. Mika Häkkinen vann tävlingen, men hade knappast vunnit om inte jagande Giancarlo Fisichella med ett stopp mindre att göra inte snurrat av i Rascassekurvan. Fisichella kom ändå tvåa. Eddie Irvine kom trea, men det starkaste minnet från tävlingen är ändå den fantastiska duellen mellan Alexander Wurz och Michael Schumacher, tyvärr förlorade båda på det efteråt, i Wurz fall gick hjulupphängningen sönder och han kraschade.

## Resultat
1. Mika Häkkinen, McLaren-Mercedes, 10 poäng
2. Giancarlo Fisichella, Benetton-Playlife, 6
3. Eddie Irvine, Ferrari, 4
4. Mika Salo, Arrows, 3
5. Jacques Villeneuve, Williams-Mecachrome, 2
6. Pedro Diniz, Arrows, 1
7. Johnny Herbert, Sauber-Petronas
8. Damon Hill, Jordan-Mugen Honda
9. Shinji Nakano, Minardi-Ford
10. Michael Schumacher, Ferrari
11. Toranosuke Takagi, Tyrrell-Ford
12. Jean Alesi, Sauber-Petronas (varv 72, växellåda)

### Förare som bröt loppet
- Jarno Trulli, Prost-Peugeot (varv 56, växellåda)
- Olivier Panis, Prost-Peugeot (49, hjul)
- Ralf Schumacher, Jordan-Mugen Honda (44, upphängning)
- Alexander Wurz, Benetton-Playlife (42, snurrade av)
- Jan Magnussen, Stewart-Ford (30, upphängning)
- David Coulthard, McLaren-Mercedes (17, motor)
- Rubens Barrichello, Stewart-Ford (11, upphängning)
- Heinz-Harald Frentzen, Williams-Mecachrome (5, kollision)
- Esteban Tuero, Minardi-Ford (0, snurrade av)

### Förare som ej kvalificerade sig
- Ricardo Rosset, Tyrrell-Ford

## VM-ställning
| Förarmästerskapet 1. Mika Häkkinen, McLaren-Mercedes, 46 2. David Coulthard, McLaren-Mercedes, 29 3. Michael Schumacher, Ferrari, 24 | Konstruktörsmästerskapet 1. McLaren-Mercedes, 75 2. Ferrari, 39 3. Benetton-Playlife, 16 Williams-Mecachrome, 16 |